# Ткірі
Ткірі (груз. ტყირი) — село в Грузії.
За даними перепису населення 2014 року в селі проживає 371 особа.